# Berylliumnitrid
Berylliumnitrid, Be3N2, er en nitrid af beryllium. Den kan forberedes fra grundstofferne ved høj temperatur (1100–1500 °C), i modsætning til Berylliumazid eller BeN6, det nedbrydes i vakuum til beryllium og kvælstof. Det hydrolyseres nemt, og danner berylliumhydroxid og ammoniak. Det har to polymorfiske former, kubisk α-Be3N2 med en defekt anti-fluorit-struktur, og heksagonal β-Be3N2. Det reagerer med siliciumnitrid, Si3N4 i en strøm af ammoniak ved 1800–1900 °C og danner BeSiN2.

## Fodnoter
1. 1 2 3 4 5  Egon Wiberg, Arnold Frederick Holleman (2001) Inorganic Chemistry, Elsevier ISBN 0-12-352651-5

| Kemi | Spire Denne artikel om kemi er en spire som bør udbygges. Du er velkommen til at hjælpe Wikipedia ved at udvide den. |